# Daud Khel
Daud Khel (en ourdou : داؤُدخيل) est une ville pakistanaise située dans le district de Mianwali, dans le nord de la province du Pendjab. C'est la cinquième plus grande ville du district. Elle est située à près de trente kilomètres au nord de Mianwali.
La population de la ville a peu évolué depuis le recensement de 1972, passant de 25 489 habitants à 28 593. Entre 1998 et 2017, la croissance annuelle moyenne s'affiche à 1,2 %, bien inférieure à la moyenne nationale de 2,4 %. Selon le recensement de 2023, la population de la ville monte à 33 141 habitants.
|            | 1972 (rec.) | 1998 (rec.) | 2017 (rec.) | 2023 (rec.) |
| ---------- | ----------- | ----------- | ----------- | ----------- |
| Population | 25 489      | 22 550      | 28 593      | 33 141      |